# Cabiri
Cabiri é uma cidade e município angolano que se localiza na província de Ícolo e Bengo.
Anteriormente um distrito urbano e comuna do município de Ícolo e Bengo, em 5 de setembro de 2024 foi elevado a condição de cidade e município da nova província de Ícolo e Bengo.
O município é constituído apenas pela comuna-sede. Por sua vez a cidade de Cabiri é formada pelos bairros Centro de Cabiri, Mabuia e Banza Quintel.